# Galphimia platyphylla
Galphimia platyphylla là một loài thực vật có hoa trong họ Malpighiaceae. Loài này được Chodat mô tả khoa học đầu tiên năm 1890.